# 2010年玉樹地震
2010年玉树地震，是于北京时间2010年4月14日7时49分发生在中国青海省玉树藏族自治州玉树县（现为玉树市）境内的一场地震，其規模達到Ms7.1级、深度為14公里。該地震導致2,698人死亡，270人失踪，12135人受伤。縣城結古鎮全部停電，由於大部分建築都是土木結構，重災區結古鎮附近西杭村的民屋几乎全部（99%）倒塌。此外整个玉树州的70%学校房屋垮塌。震後，當地民眾與僧侶展開自救，中國政府及中國人民解放軍也展开了救援行动。

## 地质背景

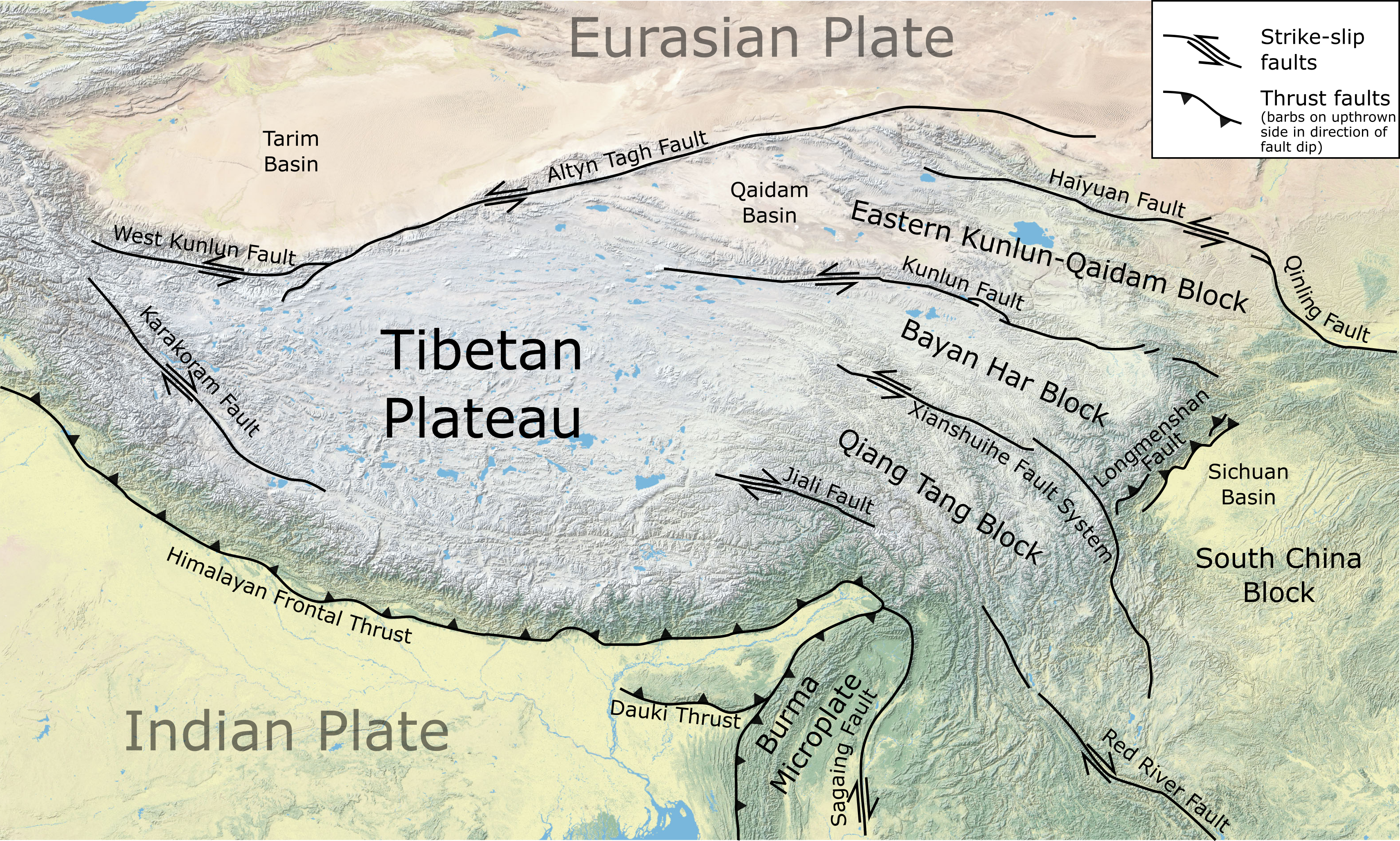
鲜水河断裂带在青藏高原位置的构造图

青海位于由印度板块与欧亚大陆板块持续挤压而形成的青藏高原的东北部，而这次地震的震央位于次两大板块交汇处北部的数百公里。玉树地震与汶川大地震具有相同的孕育机制。印度板块与欧亚大陆板块持续的相对运动导致其交汇处的地壳变厚并隆起。这种地壳变化和阿尔泰山脉与昆仑山脉的走向滑移断层活动一并成为这次地震的主要成因。此外，日本专家称此次玉树地震释放的能量和1995年的阪神大地震相近。
在地震前，中国《京华时报》2010年3月9日报道中国地震局专家的话说，从目前情况来分析，全球强震可能还会持续，但大多发生在环太平洋地区，中国大陆暂时不会发生破坏性地震。但原中國上海市地震局地震专家沈宗丕的官方網站上一篇“预测全球8级左右大震对应情况的通报”的文章，顯示杨学祥根據天氣現象在2010年4月7日曾經預測到2010年4月14日會有大震，但具體位置不定。據中国地震台网中心研究员孙士鋐在与中央电视台连线时表示，当天5时39分57秒发生的第一次地震可以当作是第二次7.1级强震的预警，但因发生时间处于凌晨，多数居民还处于睡梦中，所以没有受到重视。

## 观测与研究
震源深度有三个版本，分别为美国地质调查局的10公里、中国国家地震局的33千米（4月17日更新為14千米）和中国科学技术大学地球和空间科学学院测得的15公里。中国地震台网测定为面波震级7.1级。美国地质勘探局的监测为矩震级6.9级。
|                                                                                            | 这次地震的标量地震矩约为4.4×1019Nm，对应的矩震级MW为7.0，表征震源机制的两个节面分别为：走向119°/倾角83°/ 滑动角-2°和走向209°/倾角88°/滑动角-173°。根据玉树地区的断层构造背景，判定走向119°/倾角83°的断层为发震断层。这次青海玉树地震的发震断层是一条沿着走向119°近乎直立的左旋走滑断层。 |
| ——中国地震局地球物理研究所、陈运泰院士研究小组《第四版玉树地震震源机制和破裂过程快报》[17] | |
截止2010年12月3日15：00，灾区总计记录到余震3358次，3.0级以上余震有四十一个。其中3.0-3.9级地震28个，4.0-4.9级地震10个，5.0-5.9级地震2个，6.0-6.9级地震1个。

## 伤亡与破坏

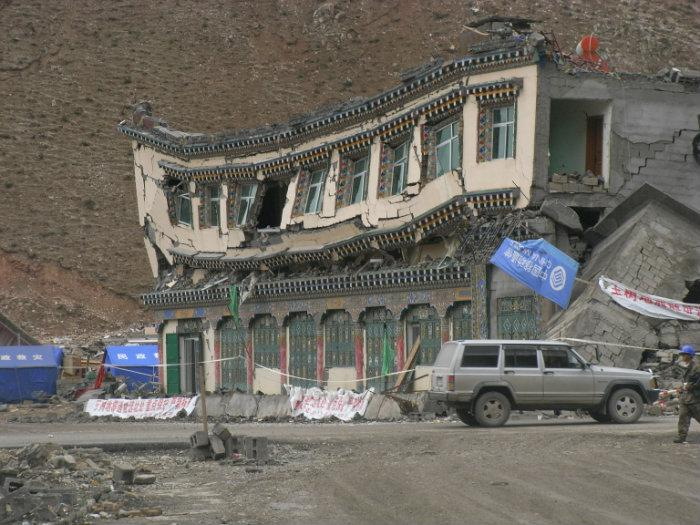
被地震扭曲的房屋

5月30日18時，經青海省民政廳、公安廳和玉樹州政府按相關程序規定核准，玉樹地震已造成2698人遇難，其中已確認身份2687人，無名屍體11具，失蹤270人。已確認身份的遇難人員：男性1290人，女性1397人；青海玉樹籍2537人，省內非玉樹籍54人，外省籍96人；遇難學生199人。其中，殉難者中包括香港義工黃福榮，成功救出了三名学生和一名老师。当他尝试救出另外两名老师时，却遇上余震，最终不幸死亡。由于遇难者太多已经无法进行藏人传统的天葬，4月17日开始火化上千具遇难者的遗体。火葬仪式在结古寺附近的天葬台进行。地震发生几天来，喇嘛们做了字幅、面条麻花和糌粑为死者诵经超度。
当地土木结构的房屋倒塌严重，70%学校房屋垮塌。很多人被埋在瓦砾之下，包括不少学生。15000户民房倒塌，10万灾民需要转移安置 15日 16 时，统计地震造成760人遇难，243人失踪，11477人受伤。此外，强震令一个公园中的佛塔塔顶整个倒下。一座水库出现裂缝，当地民众只能采取放水等措施。电信方面，玉树县固定电话中断，供电、通信一度中断。国家电网青海分公司目前派出四批次抢修人员480多人，进行震区的电网抢修工作。此外，当地的水受到污染，导致灾民急需饮水和食品。

## 响应与救援

### 救援行动
震后，灾区群众展开自救行动。拥有3000余名学生的玉树县第三完全小学80%房屋倒塌，数十名教师徒手挖掘废墟展开救援。61名儿童被从废墟中挖出，其中34人死亡。此外，结古镇地处藏传佛教范围，大量青海、甘肃、四川僧侣也参与到救援中。当地结古寺僧侣下山配合部队展开救援，一百公里的四川甘孜州色须寺也派出五百名僧侣参与救援，并在废墟中挖出60名幸存者。玉树附近囊谦县和甘孜州白玉寺等寺庙的上千名僧侣立即赶赴灾区协助进行救灾。附近几百公里打工的建筑工人，也携带自己工具和车辆也展开救援。美国之音报道称，从甘孜赶来救援、20辆面包车载满的僧尼是最重要的救援力量。
2010年4月14日，中共中央总书记胡锦涛、国务院总理温家宝要求全力救援灾民并委托国务院副总理回良玉前往灾区慰问与指挥救援行动。温家宝推迟原定于4月22日至25日对文莱、印尼和缅甸的正式访问，并于4月15日晚，乘专机抵达青海玉树地震灾区指挥救援。
|                                                                    | 你们遭受的灾难，就是我们的灾难，你们遭受的痛苦，就是我们的痛苦。你们失去的亲人，也是我们的亲人。我们和你们一样，向他们悼念，我们心里和你们一样难过。 |
| ——时任中共中央政治局常委、国务院总理溫家寶于2010玉树一所废墟上讲话 | |

中共中央总书记胡锦涛在对巴西进行访问后，推迟对委内瑞拉和智利访问，提前回国。并于4月18日凌晨，乘飞机前往地震灾区慰问民众并指导救灾工作。政府救援行动虽然展开，但因灾区风沙天气、地势、零度以下的气温等恶劣条件而进程受阻。此外，灾区山区地形，导致用于进行救援工作的重型挖掘机无法工作，许多救援人员由于高山缺氧导致身体不适。4月17日13时40分许，玉树灾区甚至下起冰雹。军队方面，中国人民武装警察部队青海省总队投入3700名官兵赶赴震区救援；青海周边的西藏、陕西、甘肃、宁夏武警部队相继派队增援。青海抗震指挥部决定以7天为周期，计划组织调运食品和饮用水，按照每人每天1斤粮、10元钱的标准对灾区农牧民给予补助。
4月22日，中国政府协助参与地震救援工作的西藏僧侣回到原寺。4月23日，中国国务院充分肯定僧侣在地震发生后最初几天所起到的积极作用。玉树藏族自治州州长王玉虎对新华社说，赞扬了西藏僧侣在救灾工作中的作用。随着救灾工作正在转移到卫生防疫和重建上，这都要求专业人员来进行，中国国务院因此要求僧侣离开玉树自治州。

### 社会捐赠
在地震救援的同时，相应的捐助也一并展开。7月29日，中华人民共和国审计署发布《关于玉树地震抗震救灾资金物资跟踪审计结果》显示，截至7月9日，全国共接收捐赠款物106.57亿元（资金98.11亿元，物资折款8.46亿元），除去已用于应急抢险的8.14亿元，全国尚结存98.43亿元。7月30日，中国公布由民政部、发改委、监察部、财政部、审计署联合下发的《青海玉树地震抗震救灾捐赠资金管理使用实施办法》，要求民间善款通过社会组织向青海省政府汇集并由政府统一使用。政府方面，北京市政府向青海省人民政府致慰问电并捐赠人民币1000万元。
佛教界在该地震中扮演着重要作用。地震当日上午，中国佛教协会举行祈福回向法会，现场募集善款233万元；河北省佛教协将20万元救灾款及100顶帐篷运抵灾区。普陀山佛教界捐款200万元，深圳弘法寺募集善款260余万元，四川甘孜石渠县色秀寺捐献500顶帐篷和价值30余万元的被褥。青海佛教界截至4月17日共捐助善款185万余元。4月17日，福建南普陀寺举行祈福法会，厦门佛教界捐款66万元。在北京的班禅额尔德尼·确吉杰布为玉树灾区捐款10万元。中国佛教协会西藏分会倡议西藏各寺庙捐款，大昭寺募集到591747元，扎什伦布寺募集到89388元，哲蚌寺募集到70458元。4月18日，河北省佛教协会在柏林禅寺举行祈福募捐法会，筹集善款50万送往灾区。山西佛教界在五台山等寺庙举行募捐法会，截止4月21日集善款995523元。4月22日，陕西佛教界在西安大慈恩寺、广仁寺、法门寺等28所寺庙举行法会，并募捐善款23万多元。安徽九华山佛教界举行法会并募捐善款400万元送往灾区。同日，峨眉山佛教界举行祈福捐款法会，共筹集善款100万元。4月25日，内蒙古佛教协会在大召寺举行法会，募捐65万元。4月26日，上海玉佛寺向灾区捐赠100万元。此外，其他宗教協會也有捐助，包括中国道教协会举行祈福解厄法会，共募集善款108万元。中国伊斯兰教协会捐款10万元。4月16日，青海各地清真寺纷纷举行捐款仪式，共为灾区捐款181万余元、捐物价值253万余元。中国基督教“两会”捐款100万元。中国天主教“一会一团”捐款20万元。
香港特區政府於4月15日表示，對青海是次地震，感到心情沉重，兼對死傷者致以深切慰問；香港红十字会并向青海捐赠20万港币。4月19日，香港佛教界向玉树地震灾民捐款200万元；4月25日，募集捐款已达280万元。4月26日，演藝界舉辦一項賑災活動：演藝界情繫玉樹關愛行動。而澳門特區政府於2010年4月19日撥款人民幣一億元。
台湾海峡交流基金会14日下午致函海峡两岸关系协会，对青海玉树地震深表关切和慰问；中華民國紅十字會總會確定18日上午將派遣一支20人的醫療團由台北出發，經由香港、北京轉機，輾轉前往青海西寧，預計晚間9時抵達，隨即展開醫療救援服務，預計將在青海停留1週。。
國際方面，美国红十字会于4月14日向地震灾区捐赈50000美元
。俄罗斯总统梅德韦杰夫14日向中国领导人胡锦涛就此次地震致慰问电。致电中说：“在这艰难时刻，俄罗斯人民和你们在一起。” 日本政府决定向青海地震灾区提供最高限額1亿日元援助。
撒哈拉以南非洲国家对救灾十分积极。据不完全统计，在汶川地震和玉树地震后，仅撒哈拉以南非洲国家政府及其驻华使馆就捐赠了6656万元人民币。刚果共和国还在玉树地震灾区称多县捐建了中刚友谊小学。。
教宗本笃十六世在地震发生几小时后，在圣伯多禄广场上特别向刚刚遭遇地震大灾的玉树人民和中国人表示慰问关怀。

## 纪念
2010年4月20日早上，中華人民共和國國務院決定，2010年4月21日為地震中遇難人士舉行全國哀悼活動，中國大陸和駐外使領館下半旗致哀及停止一切公共娛樂活動。香港政府及澳門政府所有政府機關也於2010年4月21日下半旗誌哀及停止公共娛樂活動。

## 国际舆论
台湾《自由时报》批评中国大陆官方媒体的“单方面报道”。日本《朝日新闻》英文版称，中共中央宣传部已下达“救灾报导禁令” 。另有西方媒体则批评中国救援人员消极对待救援，称中国政府少报或“操纵”了伤亡人数，并估计死亡人数应超过一万人。美国《纽约时报》则对中国救援力量将救援集中于人员密集的玉树县城表示不满，指出更应主要顾及周边乡镇的民房。美联社认为中国政府“消极对待救援”。
美国之音指责中国政府婉拒其他国家和国际非政府组织派遣专业救援队伍援助青海地震的请求，指称中国政府拒绝境外救援力量是为了严防“境外敌对势力”。美国之音又批评中国中央政府为玉树地震举行的悼念活动，认为对灾区的悼念是“当局企图转移民众对其他社会问题不满的一种手法”。英国广播公司引述异议作家扎加等8名知識分子的话，对中國政府的救災行動表示批评，並呼籲不要將捐款交給中國官方救援機構，以防貪污。其后又报道称扎加因此被捕。

### 引用
1. ↑  . ngmchina.com.cn.   [17 January 2022]. （原始内容存档于10 May 2011）.
2. 1 2 3 4  . 中国新闻网. 2010年5月31日  [2010-12-25]. （原始内容存档于2019-08-22） （简体中文）.
3. ↑  . 中新社 (网易). 2010-04-14  [2010-04-14]. （原始内容存档于2010-04-19） （简体中文）.
4. ↑  . 中国广播网 (网易). 2010-04-14  [2010-04-16]. （原始内容存档于2010-04-18） （简体中文）.
5. ↑  陈立春; 王虎、冉勇康、孙鑫喆、苏桂武、王继、谭锡斌、李智敏、张晓清. . 科学通报. 2010, (55): 1200–1205. ISSN 0023-074X （中文）. [永久]
6. ↑  . 美國地質調查局. 2010-04-14  [2010-04-14]. （原始内容存档于2010-04-17） （英语）.
7. ↑  .   [2010-04-15]. （原始内容存档于2010-04-18）.
8. 1 2 3 4  . 美国之音. 2010-04-14  [2010-04-14]. （原始内容存档于2010-04-16）.
9. ↑  林楚方、贾葭、陆洋. . 《瞭望东方周刊》2005年第1期.   [2011-01-07]. （原始内容存档于2013-01-02） （简体中文）.
10. ↑  .   [2010-04-14]. （原始内容存档于2010-04-17）.
11. ↑  .   [2010-04-15]. （原始内容存档于2010-04-19）.
12. ↑  . 网易（转自人民网）. 2010-04-14  [2011-01-07]. （原始内容存档于2011-08-10） （简体中文）.
13. ↑  .   [2010-04-15]. （原始内容存档于2010-04-16） （简体中文）.
14. ↑  . 地震数据管理与服务系统. （原始内容存档于2010-08-04） （简体中文）.
15. ↑  .   [2010-04-14]. （原始内容存档于2010-04-15）.
16. ↑  . BBC. 2010-04-14  [2010-04-14]. （原始内容存档于2010-04-17）.
17. ↑  陈运泰院士研究小组. . 中国地震台网中心. 2010-04-14  [2010-12-25]. （原始内容存档于2010-12-04） （简体中文）.
18. ↑  . 中国地震台网. 2010-12-03  [2010-12-25]. （原始内容存档于2010-12-04） （简体中文）.
19. ↑  . 美国之音. 2010-04-16  [2010-04-20].[永久]
20. ↑  . 中国广播网. 2010-04-14  [2010-04-14]. （原始内容存档于2010-04-18） （简体中文）.
21. ↑  . 美国之音. 2010-04-15  [2010-04-15]. （原始内容存档于2018-01-18）.
22. ↑  . 网易（转自青海新闻网）. 2010-04-16  [2010-04-16]. （原始内容存档于2010-04-19） （中文）.
23. ↑  . 台海网. 网易. 2010-04-14  [2010-04-14]. （原始内容存档于2010-04-19）.
24. ↑  . 网易探索. 2010-04-15  [2010-04-15]. （原始内容存档于2016-09-27） （简体中文）.
25. 1 2 3  . BBC. 2010-04-15  [2010-04-15]. （原始内容存档于2010-04-22）.
26. ↑  . 人民网. 2010-04-15  [2010-04-15]. （原始内容存档于2010-04-18） （简体中文）.
27. ↑  . 新京报. 2010-04-17  [2010-04-17]. （原始内容存档于2010-04-21） （中文）.
28. ↑  . 中国广播网. 2010-04-15  [2010-04-15]. （原始内容存档于2010-04-18） （简体中文）.
29. ↑  . 新华网. 2010-04-14  [2010-04-14]. （原始内容存档于2010-04-17）.
30. ↑  . 新华网. 2010-04-14  [2010-04-14]. （原始内容存档于2010-04-17）.
31. ↑  张朔. . 网易（转自中国新闻网）. 2010-04-15  [2010-04-15]. （原始内容存档于2010-04-19） （简体中文）.
32. ↑  . 网易（转自中国广播网）. 2010-04-15  [2010-04-15]. （原始内容存档于2010-04-18） （简体中文）.
33. ↑  . 美国之音. 2010-04-16  [2010-04-17]. （原始内容存档于2010-04-19）.
34. ↑  . 凤凰网.   [2010-04-18]. （原始内容存档于2010-04-21）.
35. ↑  符永康. . 网易（转自中国新闻网）. 2010-04-15  [2010-04-15]. （原始内容存档于2010-04-18） （中文）.
36. ↑  . 新華网. 2010-04-17  [2010-04-17]. （原始内容存档于2010-04-20） （简体中文）.
37. ↑  . 央视新闻. 网易. 2010-04-14  [2010-04-14]. （原始内容存档于2010-04-17）.
38. ↑  . 青海新闻网. 网易. 2010-04-14  [2010-04-14]. （原始内容存档于2010-04-17）.
39. ↑  . 网易（转自黄河新闻网）. 2010-04-15  [2010-04-15]. （原始内容存档于2010-04-18） （简体中文）.
40. ↑  . 美国之音. 2010-04-22  [2010-04-27].[永久]
41. ↑  . 美国之音. 2010-04-23  [2010-04-26]. （原始内容存档于2010-04-26）.
42. 1 2  五部委要求玉树地震捐款交由政府使用 （页面存档备份，存于），财新网，2010年7月30日
43. ↑  . 网易.   [2010-04-16]. （原始内容存档于2010-04-19）.
44. 1 2 3 4 5 6 7  . 凤凰网. 2010-04-19  [2010-04-25]. （原始内容存档于2010-05-01） （简体中文）.
45. ↑  厦门广电网. . 厦门广电网. 2010-04-17  [2010-04-25] （简体中文）.
46. ↑  . 美国之音. 2010-04-17  [2010-04-17].
47. ↑  . 中国佛教慈善网. 2010-04-18  [2010-04-25] （简体中文）.[永久]
48. ↑  山西省佛教协会. . 中华佛光文化网（山西省佛教协会）. 2010-04-22  [2010-04-25]. （原始内容存档于2010-04-25） （简体中文）.
49. ↑  . 2010-04-22  [2010-04-25]. （原始内容存档于2010-04-26） （简体中文）.
50. ↑  . 池州日报. 2010-04-23  [2010-04-25]. （原始内容存档于2014-08-29） （简体中文）.
51. ↑  . 内蒙古佛教网. 2010-04-24  [2010-04-25] （简体中文）.[]
52. ↑  . 内蒙古佛教网. 2010-04-26  [2010-04-26] （简体中文）.[]
53. ↑  凤凰网华人佛教. . 西部网（转自陕西电视台《新闻联播》）. 2010年4月27日  [2010年4月27日]. （原始内容存档于2010年4月30日） （简体中文）.
54. ↑  . 明報. 2010年4月15日  [2010年4月15日]. （原始内容存档于2010年4月18日） （繁体中文）.
55. ↑  . 凤凰网.   [2010-04-15]. （原始内容存档于2010-04-20） （繁体中文）.
56. ↑  邵丽丽. . 新民网（转自中国广播网）. 2010-04-19  [2010-04-25]. （原始内容存档于2016-03-04） （简体中文）.
57. ↑  . 成报. 2010-04-25  [2010-04-25]. （原始内容存档于2016-03-04） （简体中文）.
58. 1 2  . 澳門特區政府新聞局. 2010年4月20日  [2010年4月20日]. （原始内容存档于2016年3月4日）.
59. ↑  .   [2010-04-15]. （原始内容存档于2015-11-17）.
60. ↑  . 中央社.   [2010-04-17]. （原始内容存档于2015-11-17） （繁体中文）.
61. ↑  . The American Red Cross: 1. 2010-04-14  [2010-04-14]. （原始内容存档于2010-04-15） （英语）.
62. ↑  .   [2010-04-15]. （原始内容存档于2016-09-27）.
63. ↑  王宇丹. . 网易（转自新华网）. 2010-04-15  [2010-04-15]. （原始内容存档于2010-04-18） （简体中文）.
64. ↑  . 新华网. 2012-07-18  [2012-07-18]. （原始内容存档于2012-07-24） （简体中文）.
65. ↑  . 信仰通讯社 Agenzia Fides. 2010-04-15  [2010-04-19].[]
66. ↑  . 新華社. 2010年4月20日  [2011年12月2日]. （原始内容存档于2011年12月9日）.
67. ↑  . 新華社. 2010年4月20日  [2011年12月2日]. （原始内容存档于2012年8月24日）.
68. ↑  . 自由时报. 2010-04-19  [2010-04-26]. （原始内容存档于2010-04-25）.
69. ↑  . BBC. 2010-04-16  [2010-04-17]. （原始内容存档于2010-04-19）.
70. ↑  ANDREW JACOBS. . 纽约时报. 2010-04-17  [2010-04-18]. （原始内容存档于2010-04-22）.
71. ↑  . 美国之音. 2010-04-19  [2010-04-20]. （原始内容存档于2010-04-23）.
72. ↑  . BBC. 2010-04-17  [2010-04-17]. （原始内容存档于2010-04-20）.
73. ↑  . 美国之音. 2010-04-21  [2010-04-23]. （原始内容存档于2010-04-23）.
74. ↑  . 美国之音. 2010-04-21  [2010-04-23]. （原始内容存档于2010-04-23）.
75. ↑  .   [2010-04-27]. （原始内容存档于2019-08-22）.
76. ↑  .   [2010-04-27]. （原始内容存档于2016-03-04）.